# الکس مانینر
الکساندر مانینر (آلمانی: Alexander Manninger؛ زادهٔ ۴ ژوئن ۱۹۷۷) بازیکن فوتبال پیشین اهل اتریش است.
از باشگاه‌هایی که در آن بازی کرده‌است می‌توان به یوونتوس، فیورنتینا، آرسنال، آگسبورگ، اودینزه، ردبول زالتسبورگ، سیه‌نا و لیورپول اشاره کرد.
وی همچنین در تیم ملی فوتبال اتریش بازی کرده‌است.

## افتخارات
آرسنال
- لیگ برتر فوتبال انگلستان: ۹۸–۱۹۹۷[۱]
- جام حذفی فوتبال انگلستان: ۱۹۹۸
- جام خیریه انگلستان: ۱۹۹۸، ۱۹۹۹

یوونتوس
- سری آ: ۱۲–۲۰۱۱